# Abu Ahmed al-Kuwaiti
Abu Ahmed al-Kuwaiti (zemřel 2. 5. 2011) byl členem organizace Al-Káida a nejspolehlivějším kurýrem Usámy bin Ládina. Ukrýval se a žil s ním do května 2011, kdy byli zabiti americkým námořnictvem SEAL Team.
Abu Ahmed byl Paštun, který se narodil a žil v Kuvajtu. Údajně byl zapleten do útoků 11. září 2001. Poskytoval útočiště muži jménem Riduan „Hambali“ Isamuddin a jeho blízkým spolupracovníkům. V dokumentu ze dne 16. ledna 2008 bylo prohlášeno, že Abu Ahmed byl zraněn při útěku z Tora Bora a následkem toho zemřel v prosinci 2001.
V roce 2011 CIA pozorovala satelitními snímky podezřelý dům v pákistánském městě Abbottábád a domnívala se, že zde přebývá bin Ládin. Dům byl totiž mnohonásobně větší, než domy v okolí a nebyly na něm upevněny žádné telefonické dráty. Do domu se taky muselo chodit přes dvě brány a byl chráněm 4-5 metrovými zdmi. V květnu 2011 tým amerického námořnictva SEAL Team na tento dům zaútočil, zabil Usámu bin Ládina a s ním i Abu Ahmeda.